# Monterroso
Monterroso é um município da Espanha na província de Lugo, comunidade autónoma da Galiza, de área 118 km² com população de 4121 habitantes (2007) e densidade populacional de 36,88 hab/km².

## Demografia
| Variação demográfica do município entre 1991 e 2004 | Variação demográfica do município entre 1991 e 2004 | Variação demográfica do município entre 1991 e 2004 | Variação demográfica do município entre 1991 e 2004 |
| --------------------------------------------------- | --------------------------------------------------- | --------------------------------------------------- | --------------------------------------------------- |
| 1991                                                | 1996                                                | 2001                                                | 2004                                                |
| 4577                                                | 4484                                                | 4235                                                | 4237                                                |

## História
Durante a época romana, atravessavam terras do concelho várias vias romanas, incluindo a XIX do Itinerario de Antonino, que comunicava Lugo com Braga.
Por Ligonde passa o Caminho de Santiago, concretamente o Caminho Francês, sendo esta freguesia a etapa número 27 no mencionado Caminho.

## Património edificado
- Torre e pazo de San Miguel das Penas.

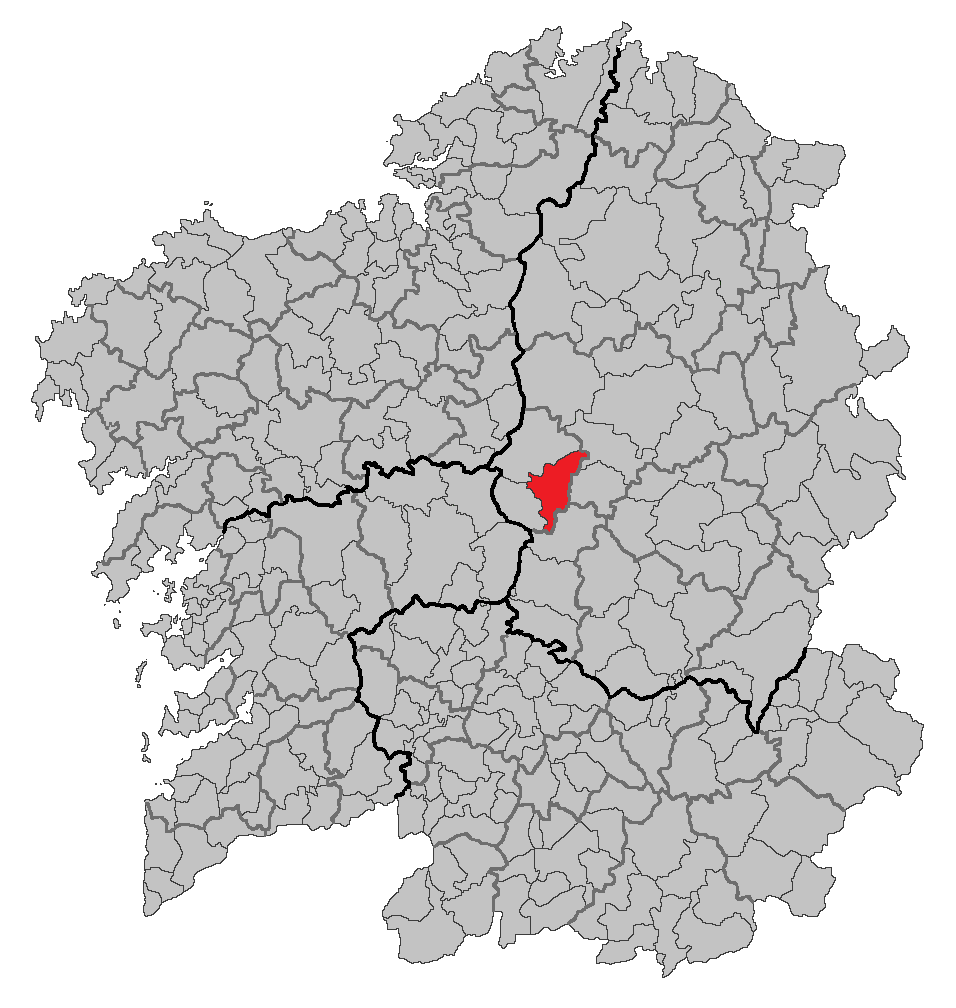
Localização de Monterroso